# Eight Bit
Công ty cổ phần Eight Bit (Nhật: 株式会社エイトビット Hepburn: Kabushiki Gaisha Eito Bito), hay còn được viết tắt là 8-Bit là một hãng phim hoạt hình Nhật Bản được thành lập bởi các cựu nhân viên của Satelight vào năm 2008. Công ty tọa lạc tại quận Suginami, Tokyo.

## Danh sách phim đã sản xuất

### Anime truyền hình
| Năm  | Tựa đề                                                       | Ngày phát sóng   | Ngày phát sóng   | Đạo diễn                          | Số tập | Ghi chú | Nguồn         |
| Năm  | Tựa đề                                                       | Bắt đầu          | Kết thúc         | Đạo diễn                          | Số tập | Ghi chú | Nguồn         |
| ---- | ------------------------------------------------------------ | ---------------- | ---------------- | --------------------------------- | ------ | --- | ------------- |
| 2011 | IS: Infinite Stratos                                         | 7 tháng 1        | 1 tháng 4        | Kikuchi Yasuhito                  | 12     | Chuyển thể từ loạt light novel của Yumizuru Izuru.                                                           | [ 3 ]         |
| 2012 | Aquarion Evol                                                | 8 tháng 1        | 24 tháng 6       | Kawamori Shōji Yamamoto Yusuke    | 26     | Phần tiếp theo của Sousei no Aquarion. Đồng sản xuất với Satelight.                                          | [ 4 ]         |
| 2012 | Busou Shinki                                                 | 4 tháng 10       | 20 tháng 12      | Kikuchi Yasuhito                  | 12     | Dựa trên thương hiệu đồ chơi hình nhân nữ chiến binh Busou Shinki sản xuất bởi Konami Digital Entertainment. | [ 5 ]         |
| 2013 | Yama no Susume                                               | 3 tháng 1        | 21 tháng 3       | Yamamoto Yusuke                   | 12     | Chuyển thể từ loạt manga của Shiro.                                                                          | [ 6 ]         |
| 2013 | IS: Infinite Stratos 2                                       | 4 tháng 10       | 20 tháng 12      | Tosaka Susumu Kikuchi Yasuhito    | 12     | Phần tiếp theo của Infinite Stratos.                                                                         | [ 7 ]         |
| 2013 | Walkure Romanze                                              | 6 tháng 10       | 22 tháng 12      | Yamamoto Yusuke                   | 12     | Chuyển thể từ visual novel người lớn do hãng game Ricotta phát triển.                                        | [ 8 ]         |
| 2013 | Tokyo Ravens                                                 | 9 tháng 10       | 26 tháng 3       | Kanasaki Takaomi                  | 24     | Chuyển thể từ loạt light novel của Azano Kōhei.                                                              | [ 9 ]         |
| 2014 | Yama no Susume: Second Season                                | 9 tháng 7        | 24 tháng 12      | Yamamoto Yusuke                   | 24     | Phần tiếp theo của Yama no Susume.                                                                           | [ 10 ]        |
| 2014 | Grisaia no Kajitsu                                           | 5 tháng 10       | 28 tháng 12      | Tanaka Motoki (Tensho)            | 13     | Phân đầu tiên chuyển thể từ bộ ba visual novel do hãng game Front Wing phát triển.                           | [ 11 ]        |
| 2015 | Absolute Duo                                                 | 4 tháng 1        | 22 tháng 3       | Nakayama Atsushi                  | 12     | Chuyển thể từ loạt light novel của Hiiragiboshi Takumi.                                                      | [ 12 ]        |
| 2015 | Grisaia no Rakuen                                            | 19 tháng 4       | 21 tháng 6       | Tanaka Motoki (Tensho)            | 10     | Phần thứ ba của bộ ba visual novel Grisaia no Kajitsu.                                                       | [ 13 ]        |
| 2015 | Comet Lucifer                                                | 4 tháng 10       | 20 tháng 12      | Kikuchi Yasuhito Nakayama Atsushi | 12     | Tác phẩm gốc.                                                                                                | [ 14 ]        |
| 2016 | Shōnen Maid                                                  | 8 tháng 4        | 1 tháng 7        | Yamamoto Yusuke                   | 12     | Chuyển thể từ loạt manga của Ototachibana.                                                                   | [ 15 ]        |
| 2016 | Rewrite                                                      | 7 tháng 1        | 1 tháng 4        | Tanaka Motoki (Tensho)            | 24     | Chuyển thể từ visual novel do hãng Key phát triển.                                                           | [ 16 ]        |
| 2017 | Knight's & Magic                                             | 2 tháng 7        | 24 tháng 9       | Yamamoto Yusuke                   | 13     | Chuyển thể từ loạt light novel của Amazake-no Hisago.                                                        | [ 17 ]        |
| 2018 | Miira no Kaikata                                             | 11 tháng 1       | 29 tháng 3       | Kaori                             | 12     | Chuyển thể từ loạt manga của Utsugi Kakeru.                                                                  | [ 18 ]        |
| 2018 | Yama no Susume: Third Season                                 | 2 tháng 7        | 24 tháng 9       | Yamamoto Yusuke                   | 13     | Phần tiếp theo của Yama no Susume: Second Season.                                                            | [ 19 ]        |
| 2018 | Về chuyện tôi đã chuyển sinh thành Slime                     | Kikuchi Yasuhito | 2 tháng 10       | 19 tháng 3                        | 24     | Chuyển thể từ loạt light novel của Fuse.                                                                     | [ 20 ]        |
| 2019 | Hoshiai no Sora                                              | 10 tháng 10      | 26 tháng 12      | Akane Kazuki                      | 12     | Tác phẩm gốc.                                                                                                | [ 21 ]        |
| 2020 | Oshi ga Budōkan Ittekuretara Shinu                           | 10 tháng 1       | 27 tháng 3       | Yamamoto Yusuke                   | 12     | Chuyển thể từ bộ manga của Hirao Auri.                                                                       | [ 22 ]        |
| 2020 | Mahōka Kōkō no Rettōsei: Raihōsha-hen                        | 4 tháng 10       | 27 tháng 12      | Yoshida Risako                    | 13     | Phần tiếp theo của Mahōka Kōkō no Rettōsei.                                                                  | [ 23 ]        |
| 2021 | Về chuyện tôi đã chuyển sinh thành Slime 2                   | 12 tháng 1       | 21 tháng 9       | Nakayama Atsushi                  | 24     | Phần tiếp theo của Về chuyện tôi đã chuyển sinh thành Slime.                                                 | [ 24 ] [ 25 ] |
| 2021 | Về chuyện tôi đã chuyển sinh thành Slime: Nhật ký của Rimuru | 6 tháng 4        | 22 tháng 6       | Yuji Ikuhara                      | 12     | Spin-off của Về chuyện tôi đã chuyển sinh thành Slime.                                                       | [ 25 ] [ 26 ] |
| 2021 | Mahōka Kōkō no Rettōsei: Tsuioku-hen                         | 31 tháng 12      | 31 tháng 12      | Yoshida Rikaso                    | 1      | Phần tiếp theo của Mahōka Kōkō no Rettōsei: Raihōsha-hen.                                                    | [ 27 ]        |
| 2022 | Yama no Susume: Next Summit                                  | 5 tháng 10       | 21 tháng 12      | Yamamoto Yusuke                   | 12     | Phần tiếp theo của Yama no Susume: Third Season.                                                             | [ 28 ]        |
| 2022 | Blue Lock                                                    | 9 tháng 10       | 26 tháng 3, 2023 | Watanabe Tetsuaki                 | 24     | Chuyển thể từ bộ manga cùng tên của Kaneshiro Muneyuki.                                                      | [ 29 ]        |
| 2023 | Synduality: Noir                                             | 11 tháng 7       |                  | Yamamoto Yusuke                   | 12     | Thuộc một phần trong dự án Synduality của Bandai Namco Entertainment.                                        | [ 30 ]        |
| 2023 | Shy                                                          | 3 tháng 10       | đang lên lịch    | Andō Masaomi                      | 12     | Chuyển thể từ manga của Miki Bukimi.                                                                         | [ 31 ] [ 32 ] |
| 2024 | Tensei Shitara Slime Datta Ken (mùa 3)                       | 5 tháng 4        | 21 tháng 6       | Nakayama Atsushi                  | 12     | Phần tiếp theo của Về chuyện tôi đã chuyển sinh thành Slime 2.                                               | [ 33 ]        |
| 2024 | Yurucamp Season 3                                            | 4 tháng 4        | 20 tháng 6       | Tosaka Shin                       | 12     | Mùa ba của Yurucamp; chuyển thể từ manga của Afro.                                                           | [ 34 ]        |
| 2024 | Mahōka Kōkō no Rettōsei (mùa 3)                              | 5 tháng 4        | 28 tháng 6       | Jimmy Stone                       | 13     | Phần tiếp theo của Mahōka Kōkō no Rettōsei: Raihōsha-hen.                                                    | [ 35 ] [ 36 ] |

### Phim anime chiếu rạp
| Năm  | Tựa đề                                                          | Đạo diễn               | Ghi chú | Nguồn  |
| ---- | --------------------------------------------------------------- | ---------------------- | --- | ------ |
| 2009 | Macross Frontier: Itsuwari no Utahime                           | Kawamori Shōji         | Bản phim điện ảnh của Macross Frontier. Hợp tác vẽ hoạt họa với Satelight và hợp tác sản xuất với Studio Nue. |        |
| 2015 | Grisaia no Meikyū                                               | Tanaka Motoki (Tensho) | Chuyển thể từ phần game thứ hai của bộ ba visual novel Grisaia no Kajitsu.                                    | [ 13 ] |
| 2017 | Bất thường tại trường phép thuật: Cô gái triệu hồi những vì sao | Yoshida Risako         | Chuyển thể từ bộ light novel Kẻ dị biệt tại trường học phép thuật.                                            |        |
| 2022 | Tensei shitara Slime Datta Ken Movie: Guren no Kizuna-hen       | Kikuchi Yasuhito       | Phần tiếp theo của Về chuyện tôi đã chuyển sinh thành Slime 2.                                                | [ 37 ] |
| 2024 | Blue Lock: Episode Nagi                                         | Ishikawa Shunsuke      | Ngoại truyện của Blue Lock.                                                                                   | [ 38 ] |

### OVA
| Năm  | Nhan đề                                                   | Đạo diễn         | Số tập | Ghi chú                                   | Nguồn |
| ---- | --------------------------------------------------------- | ---------------- | ------ | ----------------------------------------- | ----- |
| 2011 | IS : Infinite Stratos Encore – Koi ni Kogareru Rokujuusou | Kikuchi Yasuhito | 1      | Phần tiếp theo của IS: Infinite Stratos.  |       |
| 2013 | IS: Infinite Stratos 2 – Hitonatsu no Omoide              | Horii Kumi       | 1      | Phiên bản mở rộng của tập đầu tiên mùa 2. |       |
| 2014 | Infinite Stratos 2: World Purge-hen                       | Kikuchi Yasuhito | 1      |                                           |       |
| 2017 | Yama no Susume: Omoide no Present                         | Yamamoto Yusuke  | 1      |                                           |       |
| 2019 | Tensei Shitara Suraimu Datta Ken                          | Kikuchi Yasuhito |        |                                           |       |

### ONA
| Năm  | Nhan đề        | Đạo diễn         | Số tập | Ghi chú |
| ---- | -------------- | ---------------- | ------ | ------- |
| 2023 | Coleus no Yume | Nakayama Atsushi | 3      | [ 39 ]  |